# Признание одной девушки
«Признание одной девушки» (англ. One Girl's Confession) — фильм нуар режиссёра Гуго Гааса, который вышел на экраны в 1953 году.
Фильм рассказывает об официантке Мэри Адамс (Клео Мур), которая крадёт у своего работодателя 25 тысяч долларов, прячет их и сознаётся в преступлении, намереваясь забрать добычу после выхода из тюрьмы. Несколько лет спустя после выхода на свободу Мэри устраивается официанткой в прибрежное кафе, которым управляет Драгоми Дамитроф (Гуго Гаас). Заядлый азартный игрок, Дамитроф проигрывает всё своё имущество и оказывается под угрозой тюремного заключения за выписку необеспеченного чека. Тогда Мэри, желая ему помочь, сообщает, где спрятала деньги. Несколько часов спустя Дамитроф возвращается, заявляя, что не нашёл денег и увольняет её, однако вскоре начинает жить на широкую ногу. Мэри приходит к Дамитрофу, чтобы объясниться, но когда он в пьяном виде хватает её, она бьёт его пустой бутылкой по голове. Решив, что убила его, Мэри узнаёт, что Дамитроф выиграл деньги в карты. Она находит зарытый ей ящик с деньгами, который передаёт в сиротский приют и идёт сознаваться в убийстве властям, где выясняется, что Дамитроф жив.
Хотя, по мнению критиков, в фильме есть несколько интересных сюжетных поворотов, тем не менее, он страдает от бюджетных ограничений, невысокого уровня постановки и слабой актёрской игры.
Это был второй из семи совместных фильмов продюсера, сценариста, режиссёра и актёра Гуго Гааса и актрисы Клео Мур.

## Сюжет
Сексуально привлекательная Мэри Адамс (Клео Мур) работает официанткой в дешёвом портовом кафе на пожилого Грегори Старка (Леонид Снегофф), привлекая своим видом клиентов из числа местных моряков. Мэри ненавидит Грегори, который грубо с ней обращается и эксплуатирует её красоту. Кроме того, она считает, что нечистый на руку Старк виновен в разорении её отца, что привело к его ранней смерти. Однажды вечером, Мэри случайно видит, как Грегори проворачивает очередную нелегальную сделку, после чего среди ночи пробирается в его спальню и крадёт у него из-под подушки металлический ящик с 25 тысячами долларов. На следующее утро Грегори приводит в комнату Мэри полицию, при появлении которой она с готовностью сознаётся в том, что украла деньги, однако отказывается сказать, где она их спрятала. При аресте Мэри подписывает признание своей вины, после чего суд приговаривает её к сроку от одного до десяти лет тюрьмы.
В течение первого года пребывания в тюрьме Мэри ведёт себя как образцовая заключённая, за что начальник тюрьмы (Джеймс Нассер) предлагает выбрать себе тюремную работу. Мэри выбирает уход за садом, где заводит дружбу с пожилым тюремным садовником (Бёрт Мастин), с которым работает на протяжении последующих двух лет. Благодаря её постоянному хорошему поведению и поддержке тюремного священника, отца Бенедикта (Энтони Джоким) после трёх лет пребывания в тюрьме Мэри получает условно-досрочное освобождение и выходит на свободу. Опасаясь возможной слежки, она, однако опасается сразу забирать деньги.
По возвращении в порт, она видит, что кафе Старка больше не существует, а сам он из-за своих тёмных делишек бежал и скрывается от полиции. В поисках работы Мэри находит неподалёку другое кафе, которым управляет Драгоми Дамитроф (Гуго Гаас), добрый, весёлый мужчина в возрасте, который всё свободное время проводит за игрой в карты. У Дамитрофа есть красивая молодая подружка по прозвищу Смуч (Хелен Стэнтон), которая ревниво относится к появлению Мэри. В первый же её рабочий день с Мэри начинает шутить и заигрывать молодой симпатичный рыбак по имени Джонни (Гленн Лэнган). После окончания смены он поджидает её у кафе, и она разрешает проводить её до дома. Между ними быстро складываются тёплые отношения, и Джонни рассказывает ей, что может существенно развить свой рыбный промысел, если купит новую, более крупную и современную лодку. Во время очередного свидания Мэри решает вложить часть припрятанных денег в бизнес Джонни, и, согласовав условия, они целуются.
Подъехав к дому, Мэри видит, что забыла на работе ключи. Она возвращается в кафе, где видит, что Дамитроф в отчаянии. Обычно ему везёт в карты, однако на этот раз удача от него отвернулась. За один вечер он проиграл не только все свои деньги, но и свой бизнес, а кроме того, выписал необеспеченный чек на пять тысяч долларов, чтобы покрыть карточный долг, а это грозит ему тюремным заключением. Испытывая симпатию к Дамитрофу и сочувствуя ему, Мэри признаётся ему, что это она несколько лет назад украла деньги Старка, после чего предлагает ему нужную сумму, чтобы покрыть необеспеченный чек. Дамитроф клянётся не выдавать её, после чего Мэри рисует план, где она зарыла ящик с 25 тысяч долларов. После того, как Дамитроф уходит, Мэри проводит несколько следующих часов в томительном ожидании, переживая, правильно ли она поступила, что доверилась ему. На рассвете возвращается злой Дамитров, говоря, что копал повсюду вокруг, однако так и не нашёл ящик с деньгами. В ярости он увольняет Мэри, буквально выбрасывая её на улицу. Подавленная Мэри проводит несколько следующих дней, не выходя из своей комнаты. Она отказывается впустить даже Джонни, который передаёт ей, что у кафе Дамитрофа теперь новые хозяева. Придя в себя, Мэри направляется в кафе, чтобы снова устроиться на работу. От нового управляющего она узнаёт, что кафе по-прежнему принадлежит Дамитрофу, который сделал в кафе ремонт и сменил менеджмент. Сам же Дамитроф купил себе дорогую машину и переехал в новую дорогую квартиру в престижном доме. После этих слов Мэри не сомневается в том, что Дамитроф обманул её и на самом деле нашёл деньги, на которые теперь живёт на широкую ногу.
Мэри находит дом, куда переехал Дамитроф и с улицы наблюдает за тем, как он и Смуч закатили вечеринку с коктейлями. Позднее тем же вечером, когда Дамитроф напивается до потери сознания и его относят в спальню, а гости расходятся, Мэри проникает в квартиру, чтобы поговорить с ним. Пытаясь привести в чувства пьяного, спящего Дамитрофа, Мэри трясёт его, и он, на мгновение очнувшись, импульсивно сжимает её в своих объятиях. Чтобы высвободиться, Мэри хватает подвернувшуюся пустую бутылку из-под шампанского и бьёт ей Дамитрофа по голове, после чего тот выпускает её и сваливается с кровати. В этот момент в спальню заходит Смуч, которая обвиняет Мэри в том, что она убила Дамитрофа. Когда Мэри заявляет, что он украл её деньги, Смуч отвечает, что на днях Дамитроф выиграл в карты у торговца мехом 48 тысяч долларов, и на эти деньги оплатил свои долги, купил квартиру и вернул себе в кафе, в котором сделал ремонт. Несмотря на попытки Смуч задержать её, Мэри убегает и направляется в то место, где были закопаны деньги. Она видит, что всё вкоруг ископано, понимая, где работал Дамитроф. Вспомнив слова тюремного садовника о том, что корни деревьев способны передвинуть всё что угодно, если это окажется на их пути, Мэри начинает копать немного в стороне, и вскоре находит металлическую коробку в деньгами.
Полагая, что деньги ей более не понадобятся, Мэри относит коробку с деньгами в сиротский приют «Святое сердце», после чего приходит в полицейский участок. Когда она заявляет, что убила Дамитрофа, офицер звонит Дамитрофу домой, выясняя, что тот жив и лишь слегка страдает от головной боли. Мэри немедленно направляется в приют, где видит, что монахиня уже обнаружила коробку с деньгами и уносит её. Приняв эту потерю как должное, Мэри бредёт по набережной, где натыкается на Дамитрофа. Он, судя по всему, не помнит, что она ударила его, и извиняется за то, что был с ней груб. После этого он предлагает ей вернуться на работу, заняв более важное место хозяйки кафе. Мэри даёт согласие, и в этот момент появляется Джонни, который объясняется ей в любви и они вместе отправляются на морскую прогулку на его лодке.

## В ролях
- Клео Мур — Мэри Адамс
- Гуго Гаас — Драгоми Дамитроф
- Гленн Ланган — Джонни
- Хелен Стэнтон — Смуч
- Энтони Джоким — отец Бенедикт
- Бёрт Мастин — садовник
- Леонид Снегофф — Грегори Старк
- Джеймс Нассер — начальник тюрьмы
- Расс Конуэй — офицер полиции

## Создатели фильма и исполнители главных ролей
Как пишет историк кино Гленн Эриксон, этот фильм «представляет сравнительно малоизвестного автора фильмов Гуго Гааса и его исполнительницу главных ролей Клео Мур». Как отмечает критик, Гаас был эмигрантом из Чехии, который на родине уже сделал себе имя как признанный сценарист, режиссёр и актёр. По прибытии в США он начал играть характерные роли в голливудских фильмах, а затем «начал странный цикл мелодрам о порочных женщинах и пожилых мужчинах, которых как правило играл он сам». Среди них такие картины, как «Соблазнение» (1951), «Странное увлечение» (1952), «Другая женщина» (1954), «Наживка» (1954) и «Наезд» (1957). Как отмечает Эриксон, «хотя микробюджетные фильмы Гааса первоначально не привлекали к себе внимания, если не считать критических замечаний по поводу ограниченных актерских способностей мисс Мур, они ожидают своего нового открытия — даже у худшего из этих фильмов есть достойный поворот сюжета или два».
Историк кино Хэл Эриксон называет Клео Мур «многолетней исполнительницей главных ролей в фильмах Гааса». По словам Гленна Эриксона, «поклонники нуара, конечно, вспомнят Мур как сладострастную дамочку, которую допрашивает Роберт Райан в классическом фильме Николаса Рэя „На опасной земле“ (1951)». Клео Мур, кинокарьера которой охватила период с 1948 по 1957 год, снялась в общей сложности в 20 фильмах, среди которых также фильмы нуар «Выследить человека» (1950), «Игорный дом» (1950) и «Женская тюрьма» (1955).

## История создания фильма
Рабочими названиями этого фильма был «История плохой девушки» (англ.  Story of a Bad Girl) и «Крутая девушка» (англ. Tough Girl).
В титрах фильма указано, что его сценаристом, продюсером и режиссёром является Гуго Гаас.
Фильм находился в производстве с 18 по 30 августа 1952 года и вышел на экраны в апреле 1953 года.

## Оценка фильма критикой
Как отметил Хэл Эриксон, «кинематографист Гуго Гаас рассказывает свою обычную поучительную историю о „пожилом мужчине и молодой женщине“». Историк кино Стив Миллер полагает, что «вероятно, в момент своего выхода в 1953 году фильм со своими сюжетными поворотами удовлетворял зрителей. Но сегодня история кажется слишком прямолинейной, слишком приглаженной и недостаточно развитой. Сюжетные повороты выполнены хорошо и фирменные парадоксальные повороты Гааса отличны, но по окончании картины остаётся ощущение недоделанности. Не то, чтобы это плохой фильм, он просто немного пресный и скучный».
По словам Гленна Эриксона, «фильм подаётся как маленькая эксплуатационная картина, обещающая „горячую“ игру сексуальной Мур, у которой есть привычка демонстрировать свой профиль в обтягивающих свитерах». Как пишет критик, «несмотря на некоторые провалы в логике, фильм складывается в миниатюрную историю на тему морали, где даже мораль не имеет большого значения». В центре внимания картины находится Клео Мур, которая создаёт образ из «несколько несовместимой смеси разочарования и наивности». Хотя, по мнению Эриксона, Мур «не самая выразительная актриса», тем не менее, «она привносит в роль холодную красоту и теплую улыбку». Как отмечает критик, «Мур, очевидно, заманила в кинотеатры достаточно одиноких мужчин, чтобы заслужить роли в серии фильмов Columbia Pictures, в том числе в ещё нескольких фильмах Гуго Гааса».